# Awerof Neofitu
Awerof Neofitu, gr. Αβέρωφ Νεoφύτου (ur. 31 lipca 1961 w Argace) – cypryjski polityk i ekonomista, deputowany i minister, w latach 2013–2023 przewodniczący Zgromadzenia Demokratycznego (DISY).

## Życiorys
Z wykształcenia ekonomista, ukończył studia z zakresu ekonomii i księgowości w nowojorskim NYIT. Zaangażował się w działalność centroprawicowego Zgromadzenia Demokratycznego. W 1991 został wybrany na burmistrza Polis, stanowisko to zajmował do 1996. W latach 1996–1999 po raz pierwszy sprawował mandat posła do Izby Reprezentantów. Następnie do 2003 zajmował stanowisko ministra łączności i robót publicznych w gabinecie Glafkosa Kliridisa. W 2006 powrócił do cypryjskiego parlamentu, utrzymywał go w 2011, 2016 i 2021.
Pełnił funkcję wiceprzewodniczącego DISY, w 2013 zastąpił wybranego na urząd prezydenta Nikosa Anastasiadisa na stanowisku przewodniczącego partii. W tym samym roku stanął również na czele jej klubu deputowanych. W 2023 kandydował z rekomendacji swojego ugrupowania w wyborach prezydenckich, otrzymując w pierwszej turze głosowania 26,1% głosów i zajmując 3. miejsce. W tym samym roku na czele DISY zastąpiła go Anita Dimitriu.